# Teatro Estable Castellano
Teatro Estable Castellano (TEC) fue una compañía teatral española creada en 1978, subvencionada por el Ministerio de Cultura de España. En el ámbito del teatro independiente sustituyó al desaparecido TEI (Teatro Experimental Independiente), heredero a su vez del Teatro Estudio de Madrid (TEM). Al igual que el TEI, el Teatro Estable Castellano fue impulsado por Miguel Narros, José Carlos Plaza y William Layton, y también se caracterizó por su actitud vanguardista tanto en lo estético como en lo político. Como compañía, estuvo activa con su estructura original entre 1978 y 1980. Layton continuaría en solitario fundando en 1985 el "Laboratorio de Teatro William Layton". La apertura social y cultural que puso fin al trabajo de los grupos independientes, eligió a Miguel Narros para dirigir el Teatro Español y a José Carlos Plaza (el último en abandonar el rescoldo del TEC) para desempeñar la dirección del Centro Dramático Nacional entre 1989 y 1994. 

## Principales montajes
- Así que pasen cinco años, de García Lorca, dirigido por Miguel Narros.
- Tío Vania, de Chéjov, dirigido por William Layton.
- La dama boba, de Lope de Vega, dirigido por Miguel Narros.
- Don Carlos, de Schiller, dirigido por José Carlos Plaza.
- La señora Tártara, de Francisco Nieva, dirigido por José Carlos Plaza.
- La voz humana, de Jean Cocteau, dirigido por José Carlos Plaza.
- Antes del desayuno, de Eugene O'Neill, dirigido por José Carlos Plaza.
- El cero transparente, de Alfonso Vallejo, dirigido por William Layton.
- La más fuerte, de Strindberg, dirigido por William Layton.

## Crisol teatral
En el Teatro Estable Castellano se formaron actores y actrices, además de directores y guionistas tanto de la escena como del cine español; entre ellos: Julieta Serrano, Esperanza Roy, Ana Belén, Mar Díez, Enriqueta Carballeira, Fernando Sansegundo, Paco Algora, Juan Luis Galiardo, Carlos Hipólito y un largo etcétera.